# Parafia Ewangelicko-Augsburska w Lubieni
Parafia Ewangelicko-Augsburska w Lubieni – parafia luterańska w Lubieni, należąca do diecezji katowickiej. Mieści się przy ul. Wiejskiej 32. W 2018 liczyła 40 wiernych.
Parafia prowadzi Dom Gościnny, w którym znajduje się 30 miejsc noclegowych w komfortowych pokojach o standardzie turystycznym.